# Вапорето
Вапорето (итал. Vaporetto) је водени аутобус у Венецији који служи као јавно транспортно средство.

## О воденом аутобусу
Вапорето дословно значи мали пароброд. Први венецијански бродови за превоз путника су били на пару. Вапоретима управља венецијанско предузеће за јавни превоз ((итал. Azienda Consorzio Trasporti Veneziana (ACTV)). Обезбеђен је 24-сатни превоз са различитом динамиком у односу на годишње доба. Повремено се руте мењају. Неке руте су активне само у тирустичкој сезони од априла до октобра. Најфреквентнија је рута 1 по Великом каналу.  Главна саобраћајница града, артерија Венеције је Канал Гранде (Велики канал) који град дели на два дела. Вапоретима може да се стигне и до острва Мурано, Лидо ди Венеција, Торчело, као и других.

## Галерија
- Вапорето у Венецији
- Вапорето на Великом каналу, историјска слика
- Вапорето
- 3 вапорета са путницима
- Вапорето серије 90